# Erpetogomphus erici
Erpetogomphus erici es una libélula de la familia de las libélulas topo (Gomphidae). Es una especie endémica de México. Fue descrita por Rodolfo Novelo y Rosser W. Garrison en el año de 19991.

## Clasificación y descripción
Erpetogomphus es un género de libélulas principalmente neotropicales que se distribuyen desde el noroeste de Canadá hasta Colombia y Venezuela1. El género está compuesto por 23 especies descritas, 18 de las cuales se encuentran en México, y de éstas, siete son endémicas: Erpetogomphus agkistrodon, E. boa, E. cophias, E. erici, E. liopeltis, E. sipedon y E. viperinus.1,2
Esta especie está cercanamente relacionada con E. schausi y E. agkistrodon. Estas especies poseen una combinación única de caracteres del pene y poseen un cerco suavemente decumbente.

## Distribución
Vive en los Estados de Hidalgo y Veracruz, en México.1,3

## Hábitat
Se ha colectado en richuelos dentro de bosque mesófilo de montaña.1

## Estado de conservación
En México no se encuentra en ninguna categoría de riesgo. La Lista Roja de la IUCN (International Union for Conservation of Nature) la tiene catalogada como una especie con datos insuficientes (Data Deficient: DD).4